# Thallium(I)sulfaat
Thallium(I)sulfaat is een zeer toxisch thalliumzout van zwavelzuur, met als brutoformule Tl2SO4. De stof komt voor als reukloze, kleurloze of witte kristallen, die matig tot vrij goed oplosbaar zijn in water.

## Toepassingen
Ondanks de hoge toxiciteit werd thallium(I)sulfaat gedurende enkele eeuwen gebruikt voor allerhande geneeskundige toepassingen. Dit werd, nadat de toxicologische gevaren bekend waren geraakt, gestopt. In de loop van de 20ste eeuw vond het zijn toepassing als rattengif.
Tegenwoordig is het vooral een laboratoriumstof, die gebruikt wordt als bron van Tl+-ionen. Het wordt onder andere gebruikt voor de bereiding van thallium(I)sulfide, dat een zeer goede geleider wordt wanneer het aan infrarood wordt blootgesteld.

## Toxicologie en veiligheid
De stof ontleedt bij verhitting met vorming van zeer giftige dampen, onder andere thallium en zwaveloxiden.
De stof is irriterend voor de ogen, de huid en de luchtwegen. Ze kan effecten hebben op het maag-darmstelsel, het zenuwstelsel en het hart- en vaatstelsel. Blootstelling kan haaruitval veroorzaken.
Langdurige of herhaalde blootstelling boven de drempelwaarde van 0,1 mg/m³ kan de dood tot gevolg hebben.